# Manuel Preto

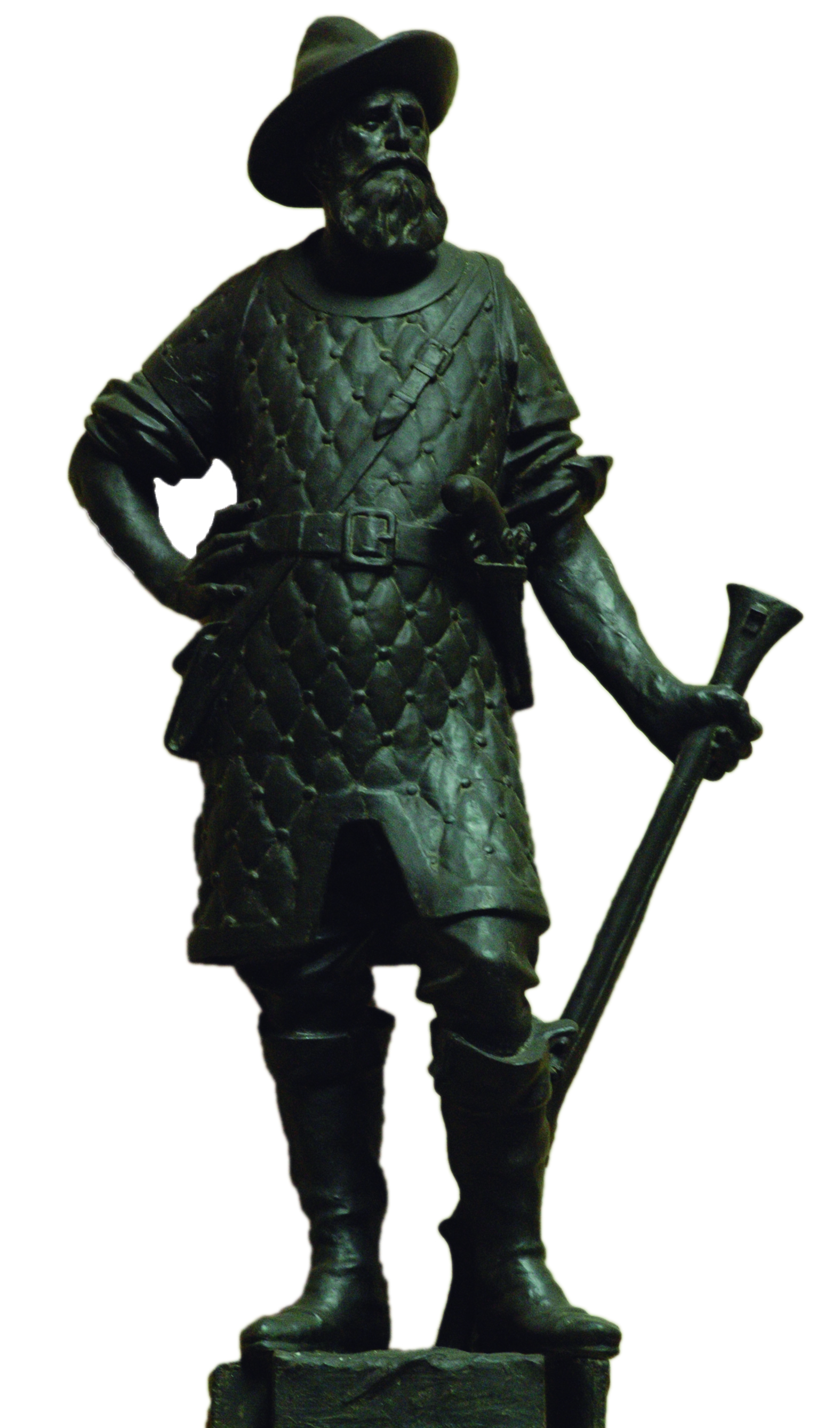
Manuel Preto, escultura de Adrien Henri Vital van Emelen, acervo do Museu Paulista.

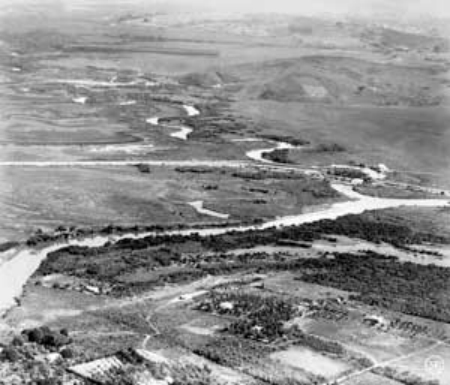
Rio Tietê, próximo à Freguesia do Ó

Manuel Preto foi um bandeirante paulista, nascido na segunda metade do século XVI e falecido em São Paulo em 1630. Era filho de António Preto, que veio na armada de Diogo Flores de Valdés em 1582, e irmão de Sebastião Preto, tendo casado com Águeda Rodrigues, filha do português Gonçalo Madeira e de Clara Parente. Herdou dos pais uma gleba de terras a noroeste do centro da vila, que daria origem ao atual bairro da Freguesia do Ó. 

## História
Dos maiores sertanistas de São Paulo no século XVII, desde 1602 (quando, adolescente, fez parte da bandeira de Nicolau Barreto) caçava índios para escravizar. Diz a «Genealogia Paulistana»  que foi «destemido explorador, que penetrou o sertão do Rio Grande (rio Paraná nos mapas castelhanos), os do rio Paraguai e a sua província, chegando até o rio Uruguai em conquista de índios bravios, e chegou a prender tantos que em sua fazenda de cultura fundada em 1580 na capela de Nossa Senhora da Expectação do Ó contava com 999 índios de arco e flechas. Foi ele o fundador dessa capela, entre 1610 e 1615 (hoje freguesia do Ó).»

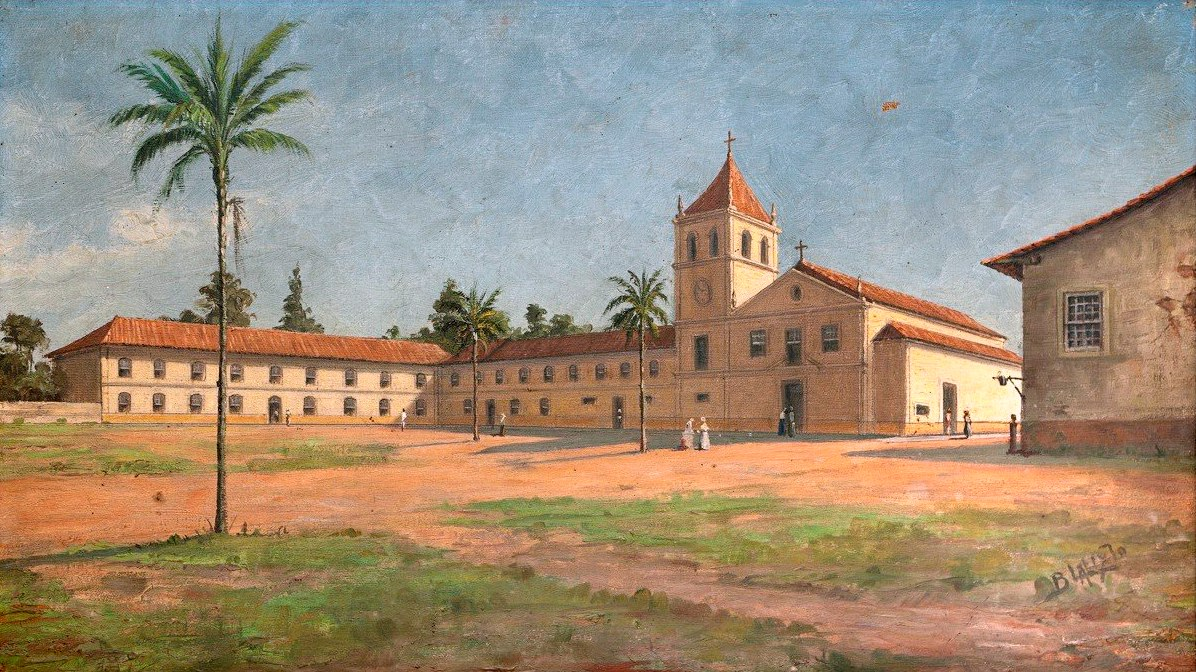
Pátio do Colégio, centro de São Paulo, pintado por Benedito Calixto.

Levando 155 índios escravizados, saiu pelo rio Tamanduateí, entrando pelo rio Tietê, até o começo de suas terras. Em 1606 percorreu o Guairá e ao regressar de Vila Real do Espírito Santo, arrebanhou índios temiminós pacíficos, que trouxe para São Paulo. Nos anos seguintes continuou nas mesmas paragens.

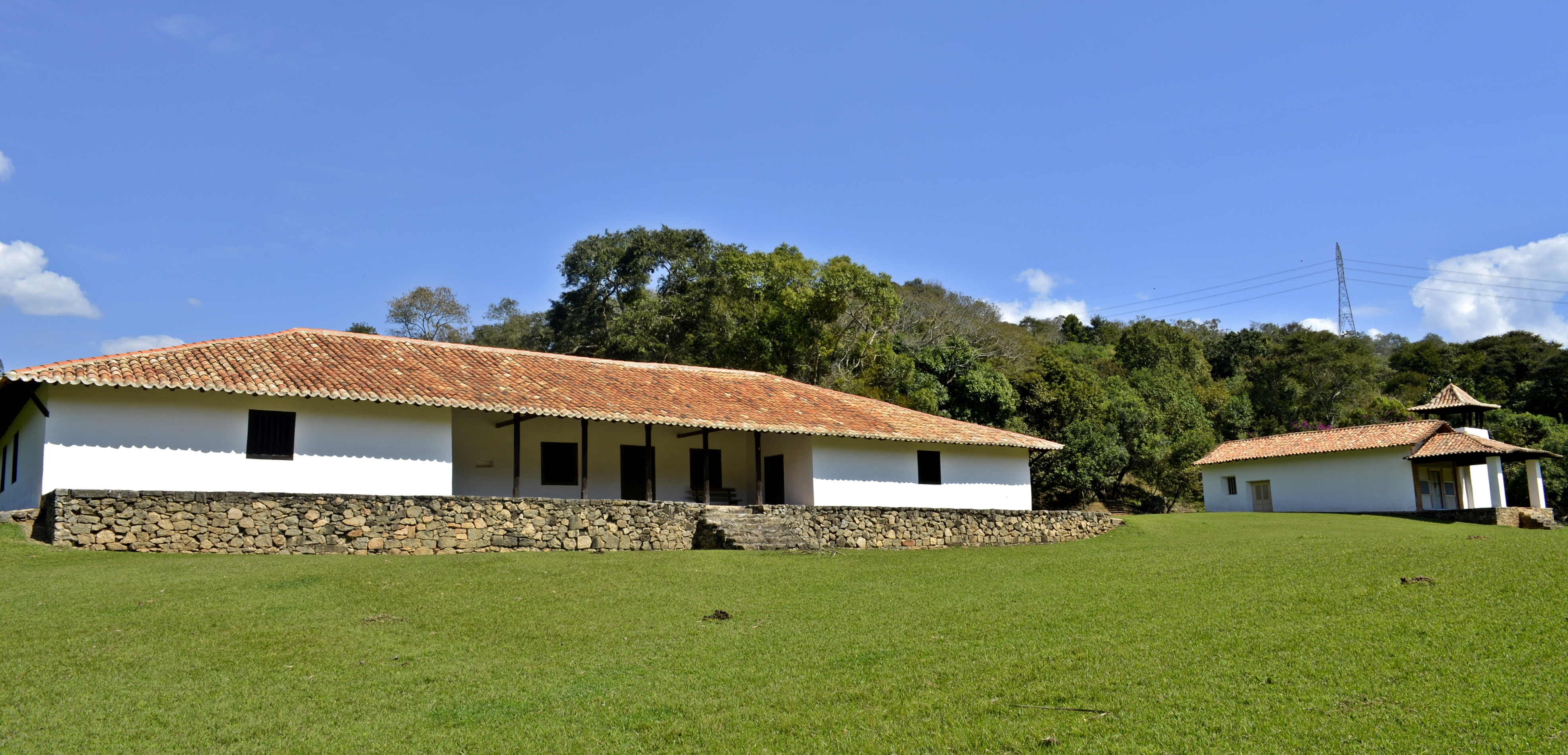
Casa Grande e Capela do Sítio Santo Antônio, em São Roque, São Paulo. Construída por volta de 1640, é um importante exemplo de casa bandeirista.

Em 1610 requereu à autoridade religiosa da colônia a autorização para erguer uma capela em louvor de Nossa Senhora do Ó.

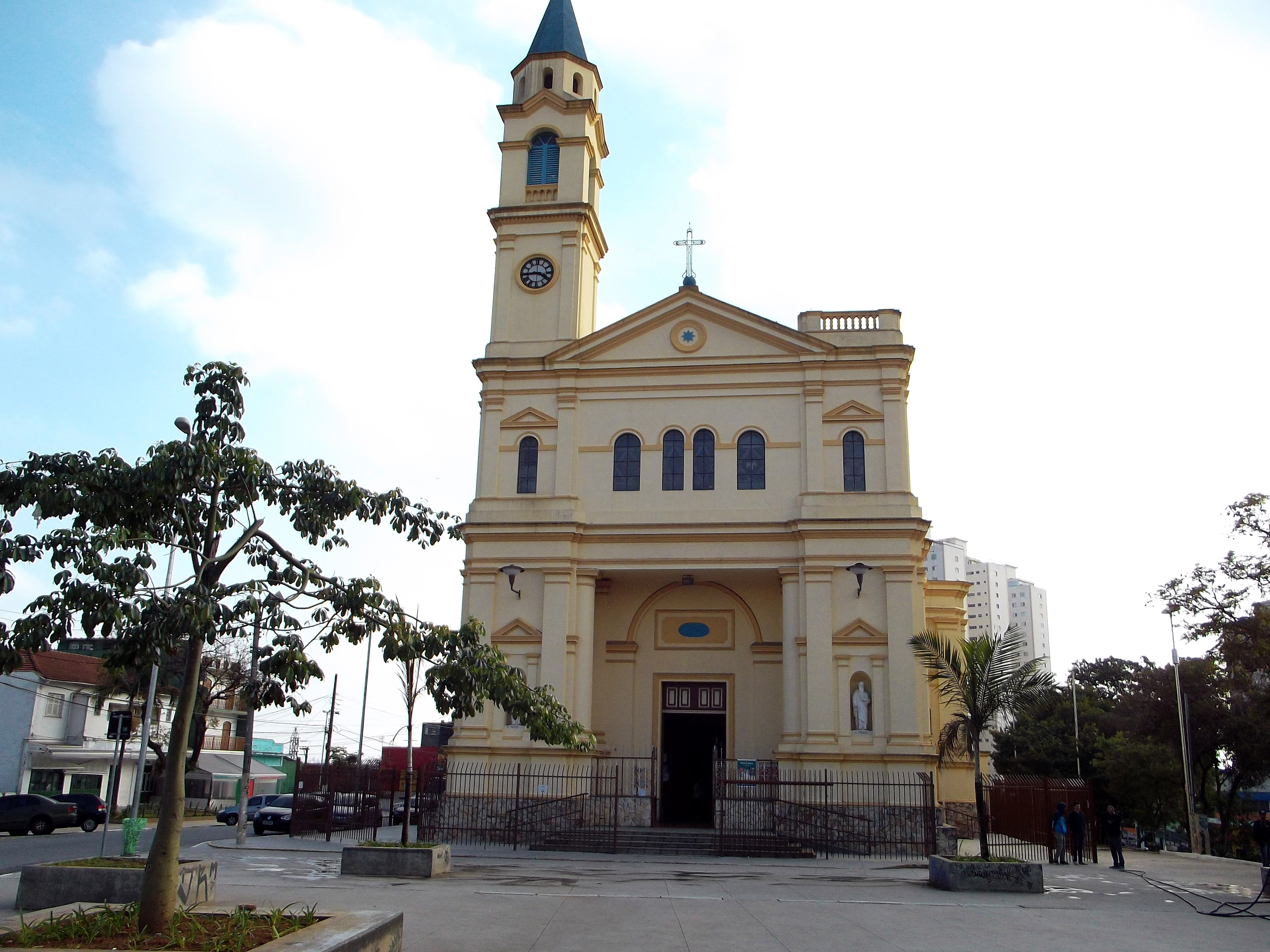
Igreja Matriz da Freguesia do Ó, onde Manuel Preto construiu a primeira capela.

Em 1619 a bandeira da qual era mestre de campo assaltou as reduções jesuíticas de Jesus Maria, Santo Inácio e Loreto. Em 1623, com seu irmão Sebastião Preto, o mestre de campo Manuel Preto conduziria uma bandeira ao chamado Guairá, «sertão dos abueus», participando dela o já velho bandeirante Francisco de Alvarenga (ver 1602) e Pedro Vaz de Barros. Destruiram reduções jesuíticas e trouxeram numerosa escravaria indigena. Já mestre de campo, Manuel Preto em 1626 foi processado como cabeça de entradas ao sertão e  violências no mister, impedido de exercer o cargo de vereador para o qual fora eleito.

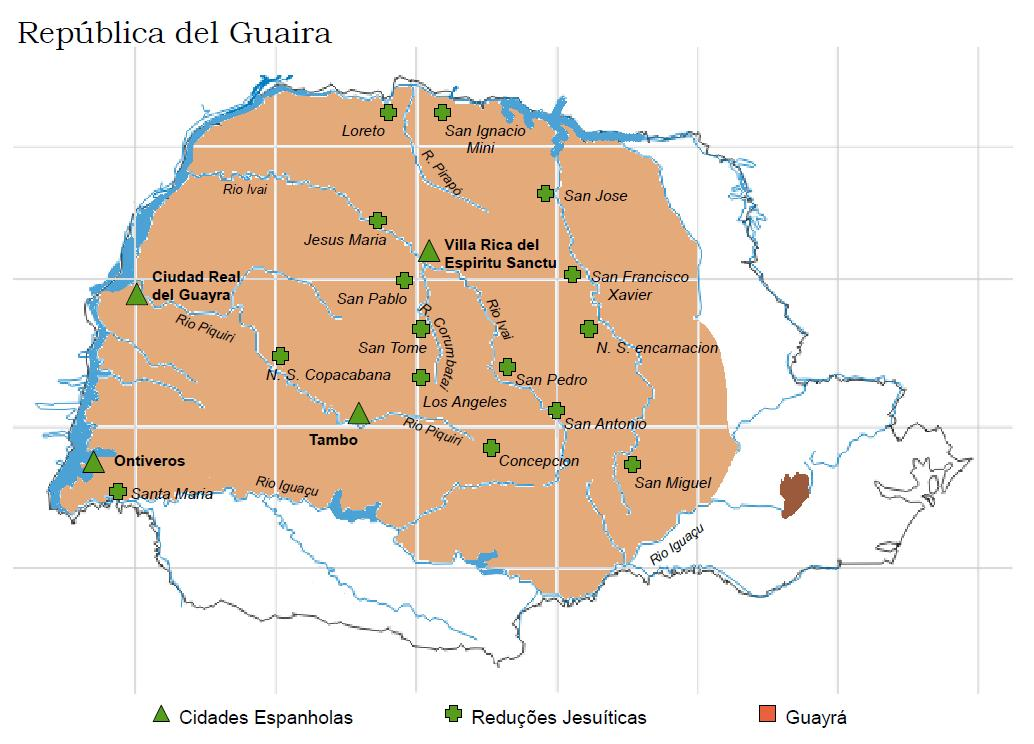
Mapa do estado atual do Paraná mostrando a região do Guayrá em marrom. Missões jesuítas estão marcadas com cruzes e assentamentos espanhóis com triângulos. Muitas atacadas e destruídas por bandeiras de Manuel Preto.

No segundo semestre de 1628 saiu de São Paulo em sua maior bandeira, como mestre de campo e capitão-mor, com Antônio Raposo Tavares como seu imediato. Aniquilaram as 13 reduções reduções jesuíticas do Guayrá. Historiadores estimam que até 100 mil índios tenham sido capturados na região. (ver: Missões jesuíticas no oeste do Paraná). Segundo o historiador Afonso E. Taunay, e algumas dos campos do Iguaçu, «recolhendo-se com avultado comboio» avaliado pelos autores jesuíticos em muitos milhares de cativos, o que nos parece inaceitável; seria um milheiro, no máximo dois mil estes prisioneiros. Foi depois de inutilmente tentarem os jesuítas providências da Bahia que «resolveram operar a transmigração do que restava de suas grandes reduções guairenhas para muito ao Sul, na  mesopotâmia parano-uruguaia. O donatário da capitania, D. Alvaro Pires de Castro e Souza, Conde de Monsanto, considerou tão valiosos seus serviços que lhe deu patente de governador das ilhas de Santana e Santa Catarina.
Os moradores de São Paulo de Piratininga haviam concordado em invadir o Guairá (com o argumento de que a região pertencia a Portugal e o gentio ali existente não podia ser monopolizado pelos espanhóis). A grande expedição da qual o chefe nominal foi Manuel Preto viajou dividida em quatro companhias, das quais foram capitães:
- Antônio Raposo Tavares (cuja companhia tinha por alferes Bernardo Sanches de Souza e como sargento Manuel Morato Coelho),
- Pedro Vaz de Barros (sempre louvado pela audácia e infatigabilidade);
- Brás Leme
- e André Fernandes, de Santana de Parnaiba.

Em maio de 1629 o mestre de campo Manuel Preto embarcou por mar para Santa Catarina e ali tomou posse das terras e fundou arraial. Retornou ao mesmo tempo a povoado a bandeira que acabava de arrasar as reduções no Guairá e logo foram organizadas outras expedições, que retornaram à região no mesmo ano e nos seguintes, invadindo o territorio ao Sul do rio Paranapanema e arrasando as demais reduções do Guairá, tendo mesmo que ser evacuadas pelos moradores as vilas espanholas de Vila Rica e de Ciudad Real. Mas Manuel Preto, tranquilamente em Santa Catarina, em 15 de julho de 1629 nomeava Manuel Homem da Costa sargento-mor das ilhas.

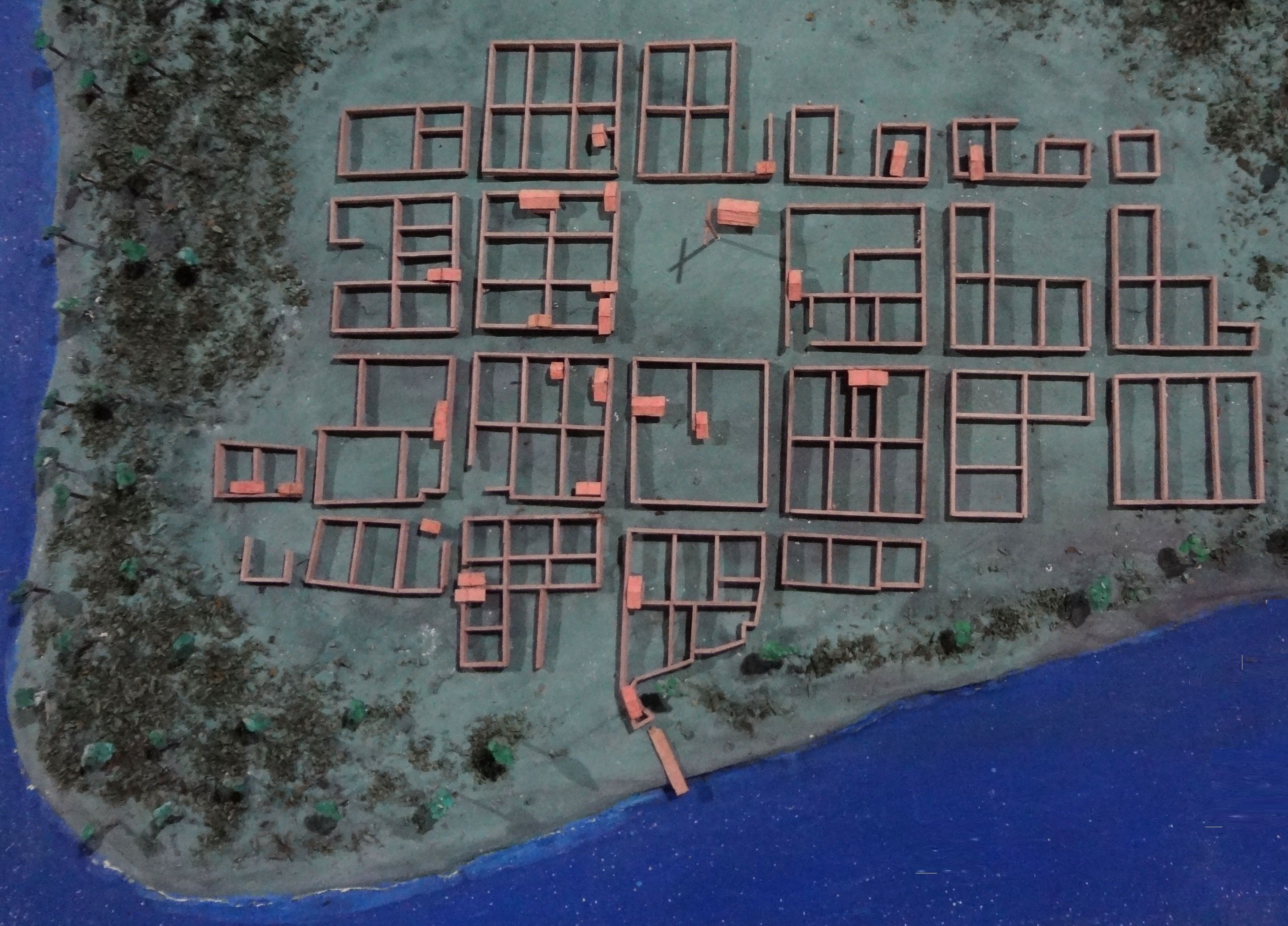
Maquete da Villa Rica del Spírictu Santo, no Parque Estadual Vila Rica do Espírito Santo, em Fênix, no Paraná.

A morte de Preto no sertão foi noticiada em São Paulo em 22 de julho de 1630, vítima de uma flecha em uma emboscada. Tinha-se internado nas brenhas no início do ano.
Preto era tido como um homem de ação «nimiamente violenta contra os índios e seus superiores, desconsiderando principalmente os jesuítas Simão Masseta, José Cataldino e Antonio Ruiz de Montoya. Destruiu ainda as reduções no Ivaí, no Tibagi e no Uruguai. 